# Lily Rabe
Lily Rabe (ur. 29 czerwca 1982 w Nowym Jorku) – amerykańska aktorka filmowa, serialowa i teatralna. Nominowana do Nagrody Tony za rolę w sztuce Kupiec wenecki. Znana głównie z ról w serialach American Horror Story i The Whispers.

## Filmografia

### Filmy
| Rok  | Tytuł                     | Rola                      | Dodatkowe informacje               |
| ---- | ------------------------- | ------------------------- | ---------------------------------- |
| 2001 | Nigdy więcej              | Tess                      |                                    |
| 2003 | Uśmiech Mony Lizy         | studentka historii sztuki |                                    |
| 2006 | Zbrodnia                  | Sophie                    |                                    |
| 2007 | Życie od kuchni           | Bernadette                |                                    |
| 2008 | Co jest grane?            | Dawn                      |                                    |
| 2008 | Taktyka kółka i krzyżyka  | Mona Peek                 |                                    |
| 2010 | Weakness                  | Katharine Browne          |                                    |
| 2010 | Wszystko, co dobre        | Deborah Lehrman           |                                    |
| 2011 | Letters from the Big Man  | Sarah                     |                                    |
| 2012 | Redemption Trail          | Anna Cole                 |                                    |
| 2013 | Aftermath                 | Samantha                  |                                    |
| 2014 | Pionek                    | Joan Fischer              |                                    |
| 2016 | The Veil                  | Sarah Hope                |                                    |
| 2016 | Miss Stevens              | Rachel Stevens            |                                    |
| 2017 | Złote wyjście             | Sam                       |                                    |
| 2017 | Arcyoszust                | Catherine Hooper          | film telewizyjny                   |
| 2017 | A Midsummer Night’s Dream | Helena                    |                                    |
| 2017 | The Phantom Menace        | Karen                     | film krótkometrażowy               |
| 2018 | Finding Steve McQueen     | Sharon Price              |                                    |
| 2018 | Vice                      | Liz Cheney                |                                    |
| 2019 | Sgt. Will Gardner         | Mary-Anne Mackey          |                                    |
| 2019 | Trauma (Fractured)        | Joanne Monroe             |                                    |
| 2019 | We’re Just Married        |                           |                                    |
| 2021 | Bar dobrych ludzi         | Dorothy Moehringer        |                                    |
| TBA  | Downtown Owl              | Julia                     | również reżyserka; w postprodukcji |

### Seriale
| Rok          | Tytuł                               | Rola              | Odcinki | Dodatkowe informacje                            |
| ------------ | ----------------------------------- | ----------------- | --- | ----------------------------------------------- |
| 2005         | Prawo i porządek: Zbrodniczy zamiar | Siena Boatman     | „Śmiertelnie przerażony” |                                                 |
| 2006         | Prawo i porządek: sekcja specjalna  | Nikki             | „Powrót” |                                                 |
| 2008         | Bez skazy                           | Lanie Ainge       | „Kyle Ainge” |                                                 |
| 2008         | Medium                              | Joanna Wheeler    | 2 odcinki„Wicked Game: Part One” „Wicked Game: Part Two” |                                                 |
| 2009         | Last of the Ninth                   | Mary Byrne        | | niesprzedany pilot serialu                      |
| 2010         | Ocalić Grace                        | Sarah Cullen      | „Nie wszystkich da się ocalić” |                                                 |
| 2010         | Prawo i porządek                    | Andrea Wheaton    | „Incydent” |                                                 |
| 2011–2015    | Żona idealna                        | Petra Moritz      | 3 odcinki„Bezprawne zwolnienie” „Wyścig po złoto” „Przegrana wygrana” |                                                 |
| 2011         | Exit Strategy                       | Natalie Clayton   | | niesprzedany pilot serialu                      |
| 2011–2021    | American Horror Story               | Nora Montgomery   | 7 odcinków„Morderczy dom” „Halloween (część 1)” „Halloween (część 2)” „Dom otwarty” „Rubber Man” „Narodziny” „Po narodzinach” | Murder House (sezon pierwszy)                   |
| 2011–2021    | American Horror Story               | Mary Eunice McKee | 10 odcinków„Witajcie w Briarcliff” „Psikusy i cukierki” „Burza” „Jestem Anne Frank (część 1)” „Jestem Anne Frank (część 2)” „Pochodzenie ohydy” „Mroczny kuzyn” „Bezbożna noc” „Wieszak” „Wyliczanka” „Sieroty”                                   | Asylum (sezon drugi) Freak Show (sezon czwarty) |
| 2011–2021    | American Horror Story               | Misty Day         | 12 odcinków„Wredność” „Poskładam Ci chłopaka” „Wymiana” „Spłoń wiedźmo, spłoń” „Nadchodzi człowiek z toporem” „Święte przejęcie” „Głowa” „Magiczne przyjemności Stevie Nicks” „Idź do diabła” „Siedem cudów” „Cudowny chłopiec” „Apocalypse Then” | Sabat (sezon trzeci) Apokalipsa (sezon ósmy)    |
| 2011–2021    | American Horror Story               | Aileen Wuornos    | 2 odcinki„Noc diabła” „Zostań naszym gościem” | Hotel (sezon piąty)                             |
| 2011–2021    | American Horror Story               | Shelby Miller     | 10 odcinków„Rozdział 1” „Rozdział 2” „Rozdział 3” „Rozdział 4” „Rozdział 5” „Rozdział 6” „Rozdział 7” „Rozdział 8” „Rozdział 9” „Rozdział 10” | Roanoke (sezon szósty)                          |
| 2011–2021    | American Horror Story               | Lavinia Richter   | 3 odcinki | 1984 (sezon dziewiąty)                          |
| 2011–2021    | American Horror Story               | Doris Garner      | 4 odcinki | Podwójny seans (sezon dziesiąty)                |
| 2011–2021    | American Horror Story               | Amelia Earheart   | 2 odcinki | Podwójny seans (sezon dziesiąty)                |
| 2015         | The Whispers                        | Claire Bennigan   | 13 odcinków„X Marks the Spot” „Hide & Seek” „Collision” „Meltdown” „What Lies Beneath” „The Archer” „Whatever It Takes” „A Hollow Man” „Broken Child” „Darkest Fears” „Homesick” „Traveller in the Dark” „Game Over”                              |                                                 |
| 2015         | The Walker                          | Sarah             | „How to Deal with a Frenemy” |                                                 |
| 2017         | Zwyczajny serial                    | Ailen             | „Meet the Seer” | dubbing w wersji anglojęzycznej                 |
| 2017–obecnie | Voltron. Legendarny Obrońca         | Honerva           | 10 odcinków„The Legend Begins” „The Black Paladins” „Shadows” „Genesis” „Clear Day” „Knights of Light, Part 1” „Knights of Light, Part 2” „Uncharted Regions” „The End Is the Beginning” „The Zenith”                                             | dubbing w wersji anglojęzycznej                 |
| 2018         | Legion                              | Joan Barret       | „Rozdział 12” |                                                 |
| 2020         | Od nowa                             | Sylvia Steineitz  | 6 odcinków |                                                 |
| 2021         | Tell Me Your Secrets                | Emma Hall         | 10 odcinków |                                                 |
| 2021         | Kolej podziemna                     | Ethel Wells       | 2 odcinki |                                                 |
| 2022         | Pierwsza dama                       | Lorena Hickok     | 7 odcinków |                                                 |
| 2023         | Terapia bez trzymanki               | Meg               | 5 odcinków |                                                 |
| 2023         | Miłość i śmierć                     | Betty Gore        | 4 odcinki |                                                 |
| 2023         | Presumed Innocent                   | Doktor Liz Rush   | | w postprodukcji                                 |